# Національна рада кінокритиків США
Національна рада кінокритиків США (англ. National Board of Review of Motion Pictures) — впливова американська непідприємницька організація, об'єднує кінокритиків, кінознавців, студентів профільних інститутів та інших фахівців. Заснована у 1909 році в Нью-Йорку.
Щорічно на початку січня Національна рада кінокритиків проводить урочисту церемонію, на якій вручає нагороди за підсумками минулого кіносезону.

## Нагороди в категоріях
- Найкращий фільм[1]
  - 2019 — Ірландець / The Irishman
  - 2018 — Зелена книга / Green Book
  - 2017 — Секретне досьє / The Post
  - 2016 — Манчестер біля моря / Manchester by the Sea
  - 2015 — Шалений Макс: Дорога гніву / Mad Max: Fury Road
  - 2014 — Найжорстокіший рік / A Most Violent Year
  - 2013 — Вона / Her
  - 2012 — Тридцять хвилин по півночі / Zero Dark Thirty
  - 2011 — Хранитель часу / Hugo
  - 2010 — Соціальна мережа / The Social Network
  - 2009 — Вище неба / Up in the Air
  - 2008 — Мільйонер із нетрів / Slumdog Millionare
  - 2007 — Старим тут не місце / No Country For Old Men
  - 2006 — Листи з Іодзіми / Letters from Iwo Jima
  - 2005 — Добраніч, та нехай щастить / Good Night, and Good Luck
  - 2004 — Чарівна країна / Finding Neverland
  - 2003 — Таємнича річка / Mystic River
  - 2002 — Години / The Hours
  - 2001 — Мулен Руж! / Moulin Rouge
  - 2000 — Перо / Quills
  - 1999 — Краса по-американськи / American Beauty
  - 1998 — Боги та монстри / Gods and Monsters
  - 1997 — Таємниці Лос-Анджелеса / L.A. Confidential
  - 1996 — Сяйво / The Shining
  - 1995 — Розум і почуття / Sense and Sensibility
  - 1994 — Форрест Ґамп / Forrest Gump
              Кримінальне чтиво / Pulp Fiction
  - 1993 — Список Шиндлера / Schindler's List
  - 1992 — Маєток Говардс Енд / Howards End
  - 1991 — Мовчання ягнят / The Silence of the Lambs
  - 1990 — Той, що танцює з вовками / Dances With Wolves
  - 1989 — Водій міс Дейзі / Driving Miss Daisy
  - 1988 — Міссісіпі у вогні / Mississippi Burning
  - 1987 — Імперія Сонця / Empire of the Sun
  - 1986 — Кімната з видом / A Room with a View
  - 1985 — Барва пурпурова / The Color Purple
  - 1984 — Поїздка до Індії / A Passage to India
  - 1983 — Зрада / Betrayal
  - 1982 — Ганді / Gandhi
  - 1981 — Вогняні колісниці / Chariots of Fire
  - 1980 — Звичайні люди / Ordinary People
  - 1979 — Мангеттен / Manhattan
  - 1932 — Я — втікач-каторжанин / I Am a Fugitive from a Chain Gang

- Найкращі десять фільмів[en]
- Найкращі п’ять іноземних фільмів[en]
- Найкращі п'ять документальних фільмів
- Найкращі іноземні фільми
- Найкращий актор
- Найкраща акторка
- Найкращий актор другого плану
- Найкраща акторка другого плану
- Найкращий акторський ансамбль
- Прорив року: актор
- Прорив року: акторка
- Найкращий режисер
- Найкращий режисерський дебют
- Найкращий адаптований сценарій
- Найкращий оригінальний сценарій
- Найкращий документальний фільм
- Найкращий анімаційний фільм
- Найкращий фільм або мінісеріал, створений для кабельного ТБ
- Особливе визнання (Special Recognition) за досягнення в створенні фільмів (For excellence in filmmaking)